# Галипоље
Галипоље (тур. Gelibolu Yarımadası, грч. Καλλίπολις, Χερσόνησoς Θράκια) је полуострво у турској Тракији, у европском делу Турске. Западно је Егејско море, док је на истоку мореуз Дарданели. Полуострво је дуго око 90 km (правац југозапад - североисток). Ширина му је до 20 km. Највиша тачка је на 420 метара.
Сама реч Галипоље потиче из грчког језика где Καλλίπολις значи „лепи град“.

## Историја
Овде је одиграна Битка код Галипоља 1312. године.
После разорног земљотреса 1354. грчки град на полуострву је опустео, а населили су га Турци из Анадолије. Тиме је Галипоље постало прва турска насеобина у Европи и база за њихово освајање Балкана.
Галипоље је била база британских и француских снага које су се 1854. бориле у Кримском рату.
Полуострво је познато по Галипољској операцији у Првом светском рату (фебруар 1915— јануар 1916). У овој операцији познатој као операција Дарданели, Британци су, уз помоћ својих трупа из Аустралије и Новог Зеланда, покушали да побољшају савезничку позицију на истоку заузимањем турских мореуза и избацивањем Турске из рата. Турцима су у одбрамбеној стратегији помагали немачки војни стручњаци.